# Alberto VI de Mecklemburgo
Alberto VI (en alemán: Albrecht VI., Herzog zu Mecklenburg; 1438-antes del 27 de abril de 1483) fue un duque de Mecklemburgo.
Alberto era el hijo de Enrique IV de Mecklemburgo, y Dorotea de Brandeburgo, la hija del elector Federico I de Brandeburgo. En 1464, él y su hermano Juan VI recibió de su padre los bailíos de Güstrow, Plau, Laage y Stavenhagen como una fuente de ingresos.
Alberto gobernó conjuntamente con su padre hasta que su padre murió en 1477. Poco después, gobernó junto con su hermano Magnus II. En 1479, su hermano Baltasar, quien hasta entonces había sido coadjutor del obispado de Schwerin, también deseó ser gobernante conjunta en Pomerania. Su madre medió en un acuerdo para dividir el ducado. Alberto recibió el anterior principado de Werle, excepto para la ciudad de Waren, la ciudad y distrito de Penzlin, Klein Broda, la ciudad y distrito de Röbel, Bede, y los bailíos de Wredenhagen. Magnus II y Baltasar conjuntamente gobernaron el resto del ducado.
Alberto murió tres años después, en algún momento antes del 27 de abril de 1483. Fue enterrado en la catedral de Güstrow. Después de su muerte, el ducado de Mecklemburgo fue reunido.
En 1466 o 1468, Alberto se casó con Catalina de Lindow-Ruppin. No hubo hijos de este matrimonio.